# アリス・ウォータース
アリス・ウォータース（Alice Louise Waters 1944年4月28日-) は、アメリカのシェフ、レストラン経営者、活動家、作家である。1971年にオープンしたアメリカ・カリフォルニア州バークレーにあるレストラン「シェ・パニーズ」の創業者であり、オーガニック、地元産の食材を使用し、カリフォルニア料理の先駆者として知られる。
著書に『Chez Panisse Cooking』(未訳、ポール・ベルトッリとの共著)、『アート オブ シンプルフード』、『40 Years of Chez Panisse』（未訳）がある
。自伝『 Coming to my Senses: The Making of a Counterculture Cook』（未訳）が2017年9月に出版され、翌年5月にペーパーバック版が発行された。
1996年にはシェ・パニーズ財団を設立し、カリフォルニア州バークレーのマーティン・ルーサー・キングJr・ミドルスクールにて、エディブル・スクールヤード・プログラムを始めた。教育現場における昼食の改革と、誰もが健康的でオーガニックの食材を得ることができる社会を提唱。ミシェル・オバマ元大統領夫人が提案したホワイトハウスの有機菜園にも影響を与えた。

## 来歴
ニュージャージー州生まれ。父親は経営コンサルタントのチャールズ・アレン・ウォーターで、母親は専業主婦のマーガレット。カリフォルニア大学サンタバーバラ校から転学し、カリフォルニア大学バークレー校を卒業した。専攻はフランス文学。在学中にフランスに留学し、フランスでは地元産の新鮮な食材を買い求める生活をしていた。
帰国後、北カリフォルニアのローカルな食材を使った食の普及に努めた。ウォータースにとって、食はただ食べるものではなく、生き方そのものである。

## フリースピーチ運動
バークレー校に在学中にフリースピーチ運動が盛んになり、自身も運動参加した。同じく運動を行う人々に、料理をふるまうこともあったという。

## その他の影響
やがてヨーロッパに戻り、ロンドンのモンテッソーリ・スクールで学んだ。モンテッソーリ教育が、ウォータースのエディブル教育、後の「エディブル・スクールヤード」に影響を与えた。
ロンドンで学んだあとはトルコに旅行をして、ホスピタリティやローカル・コミュニティに触れる。トーマス・マクナミーの著書『Alice Waters and Chez Panisse』でその旅について記し、ウォータースが出会ったトルコ人の若い男性が、少ししかなかった自身の紅茶とチーズを彼女と同行者に分け与えてくれたことを描いた。この時の出来事が「シェ・パニーズ」のホスピタリティにつながった。
その後はフランスに行き、1年ほどの旅を始めた。この旅で食やフランス文化への情熱を確かなものとし、カリフォルニア州に戻って「シェ・パニーズ」をオープンした。
ウォータースは影響された人物として、イギリスの料理作家であるエリザベス・デイビットを挙げている。他にもアメリカにおいてフランス料理の権威であり、人生の大半をフランスで過ごしたリチャード・オルニーの名も挙げ、シンプ飾り気のない料理に影響を受けた。
オルニーはウォータースにルシアン・ペローとルル・ペローというプロヴァンスにあるドメーヌ・タンピエのワイン畑のオーナーに紹介した。ウォータースの料理と「シェ・パニーズ」のメニューにはルルの料理の影響が見られる。
また、ウォータースは中国料理をセシリア・チェンに習い、長きに渡って友人関係となった。ウォータースは、ジュリア・チャイルドがフランス料理をアメリカに普及したように、セシリア・チェンが中国料理を普及したと話した。

## エディブル・スクールヤードとエディブル教育
シェ・パニーズ財団の初期の活動は、カリフォルニア州バークレーのマーティン・ルーサー・キングJr・ミドルスクールにてエディブル・スクールヤードのプログラムを進めることであった。 エディブル・スクールヤードは1995年に発足し、1-エーカー (4,000 m2) のオーガニック菜園とキッチンの教室をつくった。生徒は生産、収穫から、収穫したものを使って食事を準備するところまでを担い、教育現場のコミュニティにおいて環境的・社会的なウェル・ビーイングを促進することとなった。 

## スローフード
2002年より世界中のの地元料理の保存と生物多様性、小規模生産のために活動するスローフードインターナショナルの副理事を務めている。スローフードムーブメントに関心を持っており、なぜなら後の世代に食の知識と伝統を伝えていくものだからである。

## 著書
- California Fresh Harvest: A Seasonal Journey through Northern California (California Fresh) (with Gina Gallo, the  Inc. Junior League of Oakland-East Bay, et al.)
- Waters, Alice (1984). Chez Panisse Pasta, Pizza, Calzone. ISBN 978-0-679-75536-4
- Waters, Alice (1995). Chez Panisse Menu Cookbook. ISBN 978-0-679-75818-1
- Waters, Alice (1996). Chez Panisse Vegetables. ISBN 978-0-06-017147-6
- Waters, Alice (1997). Fanny at Chez Panisse : A Child's Restaurant Adventures with 46 Recipes. ISBN 978-0-06-092868-1, a storybook and cookbook for children
- Waters, Alice (1999). Chez Panisse Café Cookbook. ISBN 978-0-06-017583-2
- Waters, Alice; Paul Bertolli (2001). Chez Panisse Cooking. ISBN 0-8446-7110-X
- Waters, Alice (2002). Chez Panisse Fruit. ISBN 978-0-06-019957-9
- Waters, Alice; Carlo Petrini; William McCuaig (2004). Slow Food : The Case for Taste (Arts and Traditions of the Table: Perspectives on Culinary History). ISBN 978-0-231-12845-2
- Waters, Alice (2007). The Art of Simple Food. ISBN 978-0-307-33679-8
- Waters, Alice (2008). The Edible Schoolyard. ISBN 978-0-8118-6280-6
- Waters, Alice (2010). In the Green Kitchen: Techniques to Learn by Heart. ISBN 978-0-307-33680-4
- Waters, Alice (2017). Coming to My Senses: The Making of a Counterculture Cook. ISBN 978-0-307-71828-0

## 受賞歴
ウォータースは料理や環境問題への提唱やさまざまな功績に対して、受賞歴を持つ。
料理に関して:
- Cook's Magazine, 1982 Who's Who Top 50[20]
- Cuisine et Vins de France, 1986 Les Meilleurs Chefs du Monde No. 10 (top ten chefs in the world)[20]
- James Beard Foundation Award, 1992 Best Chef in America and Best Restaurant in America (Chez Panisse); she was the first woman to win Best Chef[20][21][22]
- Bon Appetit magazine, 2000 Lifetime Achievement Award[20]
- Gourmet magazine, 2001 Best Restaurant in America: Chez Panisse[20]
- James Beard Foundation Award, 2004 Lifetime Achievement[21]
- The World's 50 Best Restaurants, 2007 Lifetime Achievement Award[23]
- Chez Panisse Menu Cookbook was named as one of the 50 best cookbooks of all time by The Observer in 2010[24]

運動に関して:
- James Beard Foundation Award, 1997 Humanitarian of the Year[20][21]
- National Audubon Society's 2004 Rachel Carson Award Honoree[25]
- 2008 Global Environmental Citizen Award[26]
- 2014 National Humanities Medal[27]

その他:
- Golden Plate Award of the American Academy of Achievement, inducted 1998.[28]
- Elected to the American Academy of Arts and Sciences in 2007.[29]
- The California Hall of Fame, inducted 2008[30]
- Senior Fellow of the Design Futures Council, selected 2008[31]
- Princeton University, 2009, honorary Doctorate of Humanities[32]
- French Legion of Honor in 2009[33]
- Wall Street Journal, 2013 Innovators' Award[34]
- New Jersey Hall of Fame, inducted 2014[35]
- Named one of Time  Magazine's Time 100 (2014)[36]
- Member of the American Academy of Arts and Letters, inducted 2014[37]
- American University of Rome, 2015 honorary degree[38]
- National Women's Hall of Fame, inducted 2017[39]